# Jair Naweh

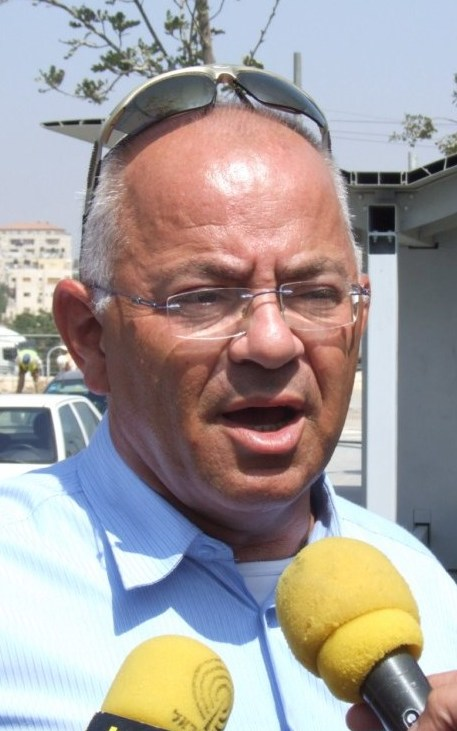
Jair Naweh, 2010

Jair Naweh, hebräisch יאיר נוה (* 1957), ist ein ehemaliger hochrangiger israelischer Militär der IDF, der 2007 aus dem aktiven Dienst ausschied. Naweh stieg bis zum Generalmajor (Aluf) auf und leitete von 2005 bis 2007 das Israelische Zentralkommando.

## Militärische Karriere
Naweh trat 1975 in den Militärdienst ein und diente in der Golani-Brigade vom Kompanieführer bis zum Brigade-Kommandeur. Ab 1989 leitete er die Brigade an der Grenze zum Libanon, ab 1991 wieder die Golani-Brigade. Von 1994 bis 1996 übernahm er die Leitung des Sicherheitsdepartments der Bodenstreitkräfte und bis 1999 befehligte er die Infanterie und die Fallschirmjäger. Von 1999 bis 2001 kommandierte er die Gaza-Division und im Anschluss arbeitete er als Stabschef im Hauptquartier der Israelischen Verteidigungsstreitkräfte. 2003 wurde er zum Generalmajor befördert und übernahm die Leitung des Heimatfront-Kommandos. Ab 2005 bis zu seinem Ausscheiden aus dem Dienst 2007 leitete er das Israelische Zentralkommando.
Naweh studierte neben seiner militärischen Laufbahn Geschichte, Politikwissenschaft und Nahost-Studien. Er lebt in Zichron Ja’akow.

## Politische Bedeutung
Die Berufung Nawehs zum Kommandeur des Zentralkommandos im Jahr 2005 wurde von einzelnen Medien als Schachzug des damaligen israelischen Ministerpräsidenten Ariel Scharons verstanden, den als konservativ-religiös geltenden Naweh im Zusammenhang mit Israels einseitigem Abkoppelungsplan in eine Position zu bringen, in der er die Räumung von jüdischen Siedlungen umsetzen musste, um damit das religiös-orthodoxe Lager zu spalten. Für seine Teilnahme an den Räumungen wurde Naweh aus dem extremistischen Lager teilweise massiv angefeindet.
Im Jahr 2006 äußerte Naweh die Befürchtung, dass Abdullah II. der wohl letzte jordanische König sein werde, da die Bevölkerung von Jordanien zu 80 % aus Palästinensern bestehe, und islamistische Strömungen unter den Palästinensern eine Gefahr für die Haschimiten-Dynastie darstellten. Die Aussage führte zu diplomatischen Spannungen zwischen Israel und Jordanien, in deren Folge sich Naweh beim jordanischen König entschuldigte.